# Tschakå

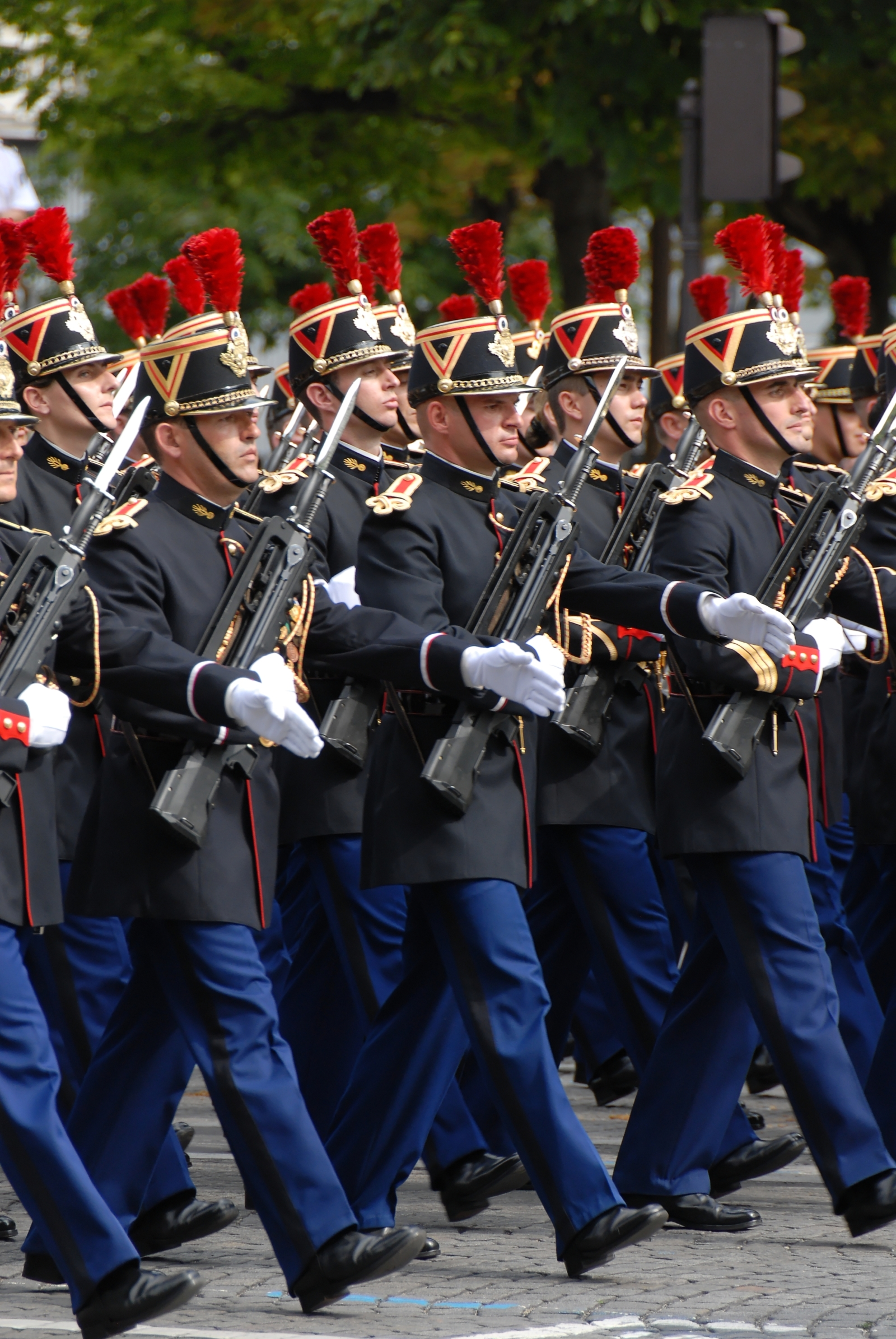
Garde Républicaine på Champs-Élysées den 14 juli 2007.

Tschakå eller schakå är en hög cylindrisk, upptill vanligen något vidare, styv militär huvudbonad av läder eller filt, som användes både i kavalleriet, marinen och infanteriet. 
Numera ser man den oftast i musikkårer. I toppen kunde tschakån vara klädd med hängande banderoll, pompong eller fjäderplym. På fronten hade den oftast en mässingsplåt med till exempel nummer och regemente.
Benämningen tschakå ges även åt den låga, cylindriska eller upptill något smalare huvudbonad som i Sverige kallas käppi.
Tschakån infördes i Sverige 1814 och bibehölls till 1845, då modell till kask fastställdes.
Namnet tschakå kan härledas från det ungerska språkets csákós süveg ("toppig hatt"), vilken var en del av den ungerska husaruniformen på 1700-talet. Exempel på andra stavningar är: csákó, chako, czako, schako och tschako.

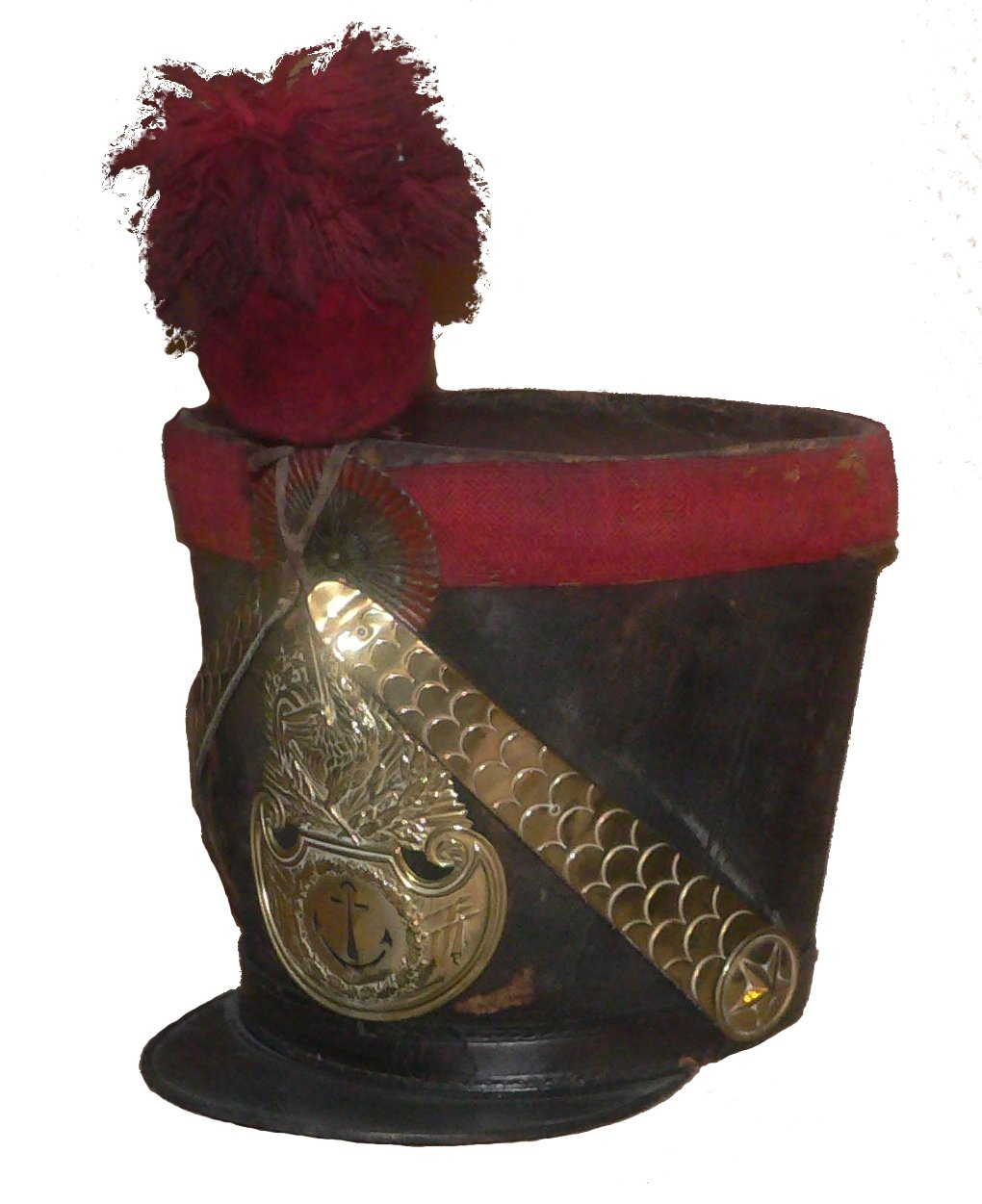
En fransk marininfanterists tschakå från 1829.
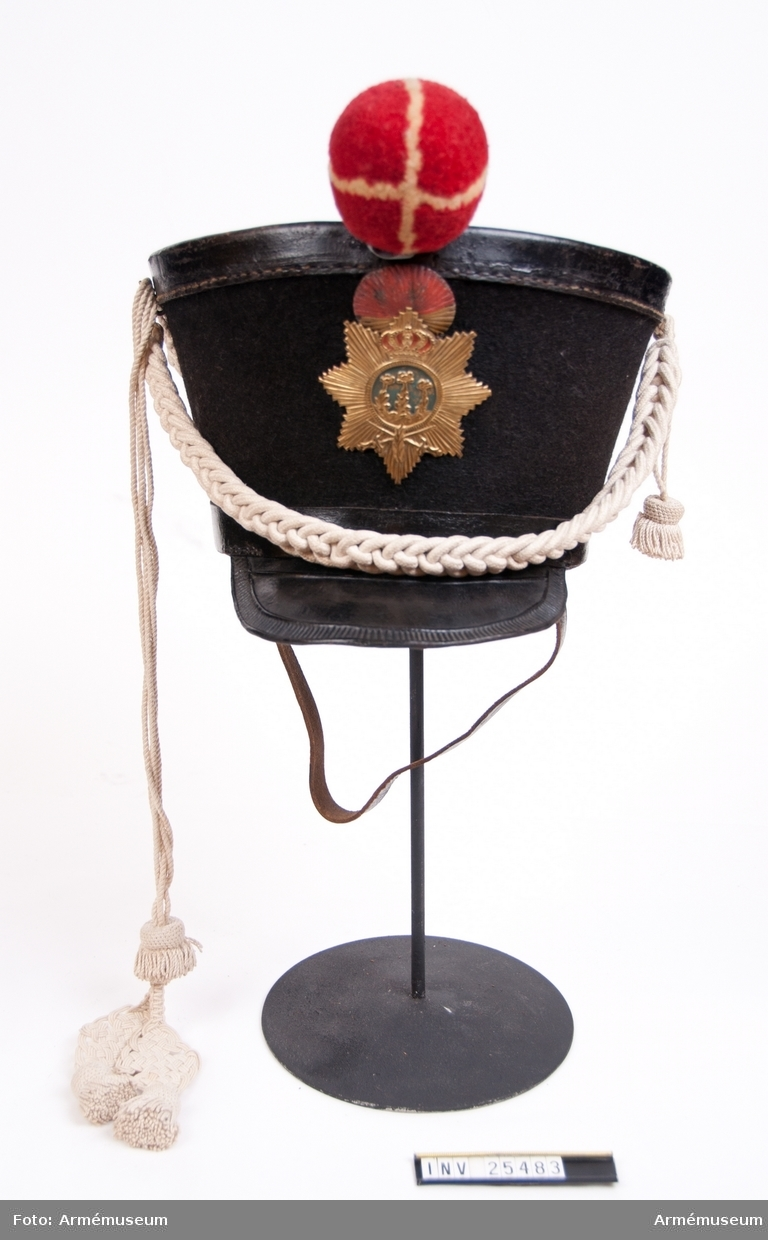
Svensk tschakå m/1815 för manskap vid Kronobergs regemente.
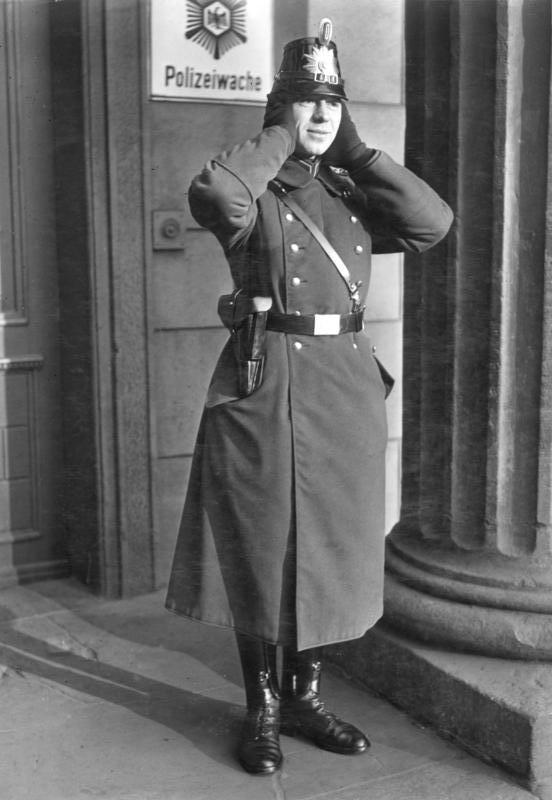
Schupo-man i Berlin 1937.